# John Long (Maler)
John Long (* 30. August 1964 in Portadown, Nordirland; † 25. April 2016, ebd.) war ein  irischer Maler.

## Biografie
Long war im Studienjahr 1983/84 am Belfast College of Art and Design eingeschrieben. Anschließend absolvierte er von 1984 bis 1990 ein Malereistudium an der Slade School of Fine Art in London, wo er unter anderem von Euan Uglow unterrichtet wurde.
Von 1993 bis 2015 unterrichtete Long an Kunsthochschulen in Irland und Großbritannien, unter anderem am National College of Art and Design in Dublin, an der Canterbury Christ Church University sowie als Gastlektor an der Taichung Academy of Fine Art in Taiwan.
Long lebte ab Ende der 1990er Jahre in der südöstlich von London in der Grafschaft Kent gelegenen Universitätsstadt Canterbury.
2016 erlag der Künstler 51-jährig einem Krebsleiden.

## Werk
Wie sein Lehrer und Mentor Euan Uglow arbeitete John Long bevorzugt im Atelier vor dem Modell. Dabei verschmolz er Stillleben und figuratives Interieur zu einer Hybridform, die in seinem Œuvre eine zentrale Stellung einnimmt und von der Kuratorin Silé Connaughton-Deeny als ein mit großer Sorgfalt komponierter, bühnenartiger Bildtypus beschrieben wird: "We are looking at a staged set, everything important is highlighted as in a performance. Finding the universal in the particular, [Long] is a poet yielding us the essence, the Aristotelian what it was to be of the thing."
In vielen von Longs Bildern dieses Typs spielen sowohl das indirekte als auch das direkte Zitat aus der Kunstgeschichte eine wichtige Rolle, letzteres nicht selten als „Bild im Bild“, etwa Georges de La Tours Büßende Maria Magdalena in Longs Nocturne with Fabius Magdalene (2008/2009) oder Jan Vermeers Liebesbrief in Longs Still Life with Lute and Love Letter (2012).
Nächtliche Interieurs wie Night Studio (2006/2007), Dreaming Girl (2005) oder Girl with Two Tables (2007) wiederum erinnern in ihrem kontemplativen Charakter an Diego Velázquez’ frühe bodegones, jene in düsterer Farbigkeit gehaltenen Küchenstillleben des spanischen Meisters, in die bisweilen als figuratives Element Küchenpersonal integriert ist. Bei Longs Interieurs handelt es sich freilich um keine Genremalerei im klassischen Sinn: "[U]ltimately [Long] is more interested in the formal concerns of composition, colour and balance than the social implications of painting everyday subjects."
Außerhalb des Ateliers entstanden im unmittelbaren Lebensumfeld des Künstlers und auf Studienreisen unter anderem nach Italien und Griechenland auch Landschaften, zumeist handliche, en plein air vor dem Motiv ausgeführte Formate.

## Ausstellungen (Auswahl)
- European Modern Fine Art, Dublin, 1993
- Theo Waddington Fine Art, London, 1998
- Jorgensen Fine Art, Dublin, 1999, 2003, 2009 und 2013

## Auszeichnungen und Mitgliedschaften (Auswahl)
- Taylor de Vere Award, 1993 und 1995
- Preis des Arts Council of Northern Ireland, 1993 und 1994
- Mitglied der Royal Hibernian Academy[6]